# Frans Kapofi
Frans Kapofi, né le 12 octobre 1967, est un homme politique namibien, Membre de SWAPO et Ministre de la Défense depuis le 21 avril 2021. 
Député à l'Assemblée nationale depuis 2015, il est nommé successivement Ministre des Affaires présidentielles et de l'Intérieur entre 2015 et 2021.

## Biographie

### Dirigeant militaire de la guérilla du SWAPO
Frans Kapofi est né à Onaame, dans la région d'Ovamboland, dans le Sud-Ouest africain. Il commence sa carrière militaire lorsqu'il est Commandant du Contingent d'entraînement militaire libyen entre 1977 et 1978. Entre 1978 et 1979, il est Chef d'État-major de l'Armée populaire de libération de Namibie (en), la guérilla de SWAPO, lorsque ce dernier s'allie au Mouvement populaire de libération de l'Angola et mène une lutte de guérilla contre l'Afrique du Sud où sont supplétifs de l'armée angolaise.
Entre 1979 et 1983, il est Commandant de l'Unité de Force opérationnelle et Directeur du Centre de santé et d'éducation de la guérilla du SWAPO, le PLAN (en), à Nyango en Zambie, second pays qui sert de refuge au mouvement indépendantiste.
Entre 1984 et 1985, il est Chef du commissariat politique et du quartier opérationnel de la guérilla en Angola, avant d'être nommé Chef adjoint du commissariat politique et du quartier général de défense de la SWAPO entre 1986 et 1987, à Lubango.
Entre 1987 et 1989, il devient cette fois-ci Commissaire politique en chef du commissariat et du quartier général de la défense de la SWAPO, avant d'être nommé Coordinateur pour l'éducation des électeurs à la Direction des élections de la SWAPO, à Windhoek, entre 1989 et 1990.

### Secrétaire aux ministères après l'indépendance
Après l'indépendance de la Namibie en mars 1990, il est nommé Secrétaire et comptable au ministère de la Défense, il reste en fonction jusqu'en 1995. Ensuite, il est muté au ministère des Prisons et des services opérationnels, exerçant les mêmes fonctions entre 1995 et 1999.
Entre 1999 et 2015, il est Secrétaire du cabinet et Chef de la fonction publique au Bureau du Président de la République.

### Études à Jersey, en URSS, aux Etats-Unis et en Tanzanie
En parallèle de son parcours de secrétaire et comptable dans différents ministères, il commence des études dans plusieurs universités. En 1993, il sort diplômé en « Modern Management & Administration » à Cambridge International College, sur l'île de Jersey.
En 1994, il sort diplômé de Sciences sociales de l'Institut léniniste d'enseignement supérieur, à Moscou, en URSS. Deux ans plus tard, en 1996, il est diplômé du Cours supérieur de gestion de la défense internationale, à la Naval Postgraduate School, en Californie aux États-Unis.
En 2006, après plusieurs années au sein du Bureau du président, il est diplômé du Master en administration des affaires, de l'Institut de gestion de l'Afrique orientale et australe, en Tanzanie.

### Parcours politique
Frans Kapofi est un membre historique de l'Organisation du peuple du Sud-Ouest africain (SWAPO), par son engagement au sein du mouvement indépendantiste ou au sein de la guérilla retranchée en Angola ou en Zambie. Il débute son parcours strictement politique, puisqu'il fut membre de l'administration de l'Etat auparavant, lorsqu'il est élu député à l'Assemblée nationale lors des élections législatives de novembre 2014.
En mars 2015, Frans Kapofi est nommé ministre des Affaires présidentielles au sein du premier gouvernement du président Hage Geingob. 
Il reste en fonction jusqu'en février 2018, lorsqu'il est remanié à la fonction de ministre de l'Intérieur. Lors des élections législatives de 2019, il est réélu député à l'Assemblée.
Lors de la constitution du second gouvernement du président Hage Geingob en mars 2020, il est reconduit dans ses fonctions de ministre de l'Intérieur. En avril 2021, il est remanié en tant que ministre de la Défense et des Anciens combattants.